# Nevado del Ruiz
Nevado del Ruiz é um vulcão nevado (em seu cume possui neve eterna apesar de estar ativo), situado na cordilheira Central, na Colômbia, nas áreas de Caldas e Tolima.
Atinge os 5 321 metros de altitude no cume. É o mais setentrional e maior desta cadeia vulcânica. É um estratovulcão composto por várias camadas de lava que se alternam com cinza vulcânica endurecida e outros piroclastos, originado no período terciário, atualmente ativo, com fumarolas e emissões de cinzas. Sua atividade remonta a dois milhões de anos, desde o Pleistoceno superior ou o Plioceno tardio.

## Tragédia de Armero
A última erupção importante ocorreu em 1985 e causou a destruição do município de Armero, provocando cerca de 25 000 mortes. O principal símbolo da tragédia de Armero foi Omayra Sánchez, uma menina que agonizou por 60 horas em frente às câmeras de televisão do mundo todo. Em geral, suas erupções são do tipo pliniano, originando rápidas correntes de gases quentes e rochas denominadas fluxos piroclásticos. Tais erupções maciças podem provocar lahares (avalanches de lodo e escombros), uma grave ameaça para a vida humana e o meio ambiente.